# بیولا (کلرادو)
بیولا (به انگلیسی: Beulah) یک منطقهٔ مسکونی در ایالات متحده آمریکا است که در شهرستان پوبلوو، کلرادو واقع شده‌است. بیولا ۱٬۹۴۵ متر بالاتر از سطح دریا واقع شده‌است.